# 细茎黄耆
细茎黄耆（学名：Astragalus tenuicaulis）为豆科黄芪属的植物。分布在中国大陆的西藏等地，生长于海拔3,100米的地区，多生长在山坡林缘，目前尚未由人工引种栽培。